# Нарсил

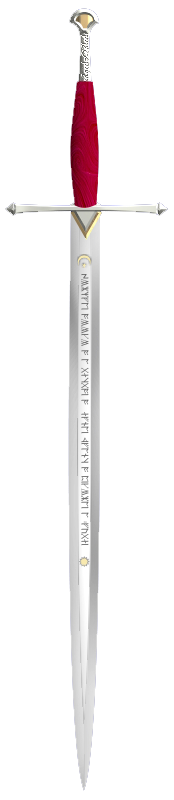
Интерпретация внешнего вида Нарсила на основе меча из кинотрилогии «Властелин Колец»

На́рсил (корректная передача — На́рсиль; синд. Narsil) — меч в легендариуме Дж. Р. Р. Толкина. Выкован в Первую Эпоху гномом Телхаром (Telchar), лучшим оружейником Ногрода. Этот гном также выковал Шлем Хадора, которым владел впоследствии Турин Турамбар, а также кинжал Ангрист, принадлежавший князю Нолдор, Куруфину, сыну Феанора, и который впоследствии достался в качестве трофея Берену.

## История меча
Для кого был выкован меч и его история в Первую и Вторую Эпохи — остаётся загадкой. Известно только, что Элендил привёз его в Средиземье из погибающего Нуменора. Нарсил использовался в Войне Последнего Союза против Саурона.
Во время поединка с Сауроном у подножия горы Ородруин король Элендил был убит Врагом, а его меч сломан. В отчаянии его сын, принц Исильдур схватил обломок Нарсила, чтобы защититься от Врага. Ему удалось срубить этим обломком палец с Единым Кольцом с чёрной руки Саурона, который от того развоплотился. Меч стал символом отчаянной надежды. Во время боя с орками в Долине Ирисов обломки Нарсила были спасены Охтаром, оруженосцем Исилдура. Он отвёз их в Ривенделл, к младшему сыну Исилдура — Валандилу.
Нарсил стал фамильной реликвией королевского рода Арнора, а после уничтожения Северного Королевства остался реликвией Следопытов Севера.
Меч был перекован эльфийскими кузнецами, после чего он вновь стал сиять светом Солнца и Луны. На клинке было выгравировано солнце со множеством лучей, полумесяц и семь звёзд между ними, и много рун было написано вокруг них. Арагорн дал перекованному мечу новое имя — Андуриль, что означает «Пламя Запада».

## Создание Андуриля
Эльфы-кузнецы Ривенделла перековали меч Элендила 18 декабря 3018 года Третьей Эпохи и нанесли на его клинок эмблему — семь звёзд между полумесяцем и лучистым солнцем в обрамлении из круга рун. Меч перековали специально для наследника Исилдура и Элендила — Арагорна, потому как для него пришло время выступить на войну к границам Мордора. Мечу было дано новое имя — Анду́риль (кв. Andúril), Пламя Запада.

## Внешний вид
На лезвии меча были выгравированы «семь звёзд между полумесяцем и лучистым солнцем в обрамлении из круга рун».
Андуриль также, как и мечи Гламдринг и Жало, мог сиять внутренним светом:

...пред мечом Элендила трепетали и орки, и люди, ибо меч тот сиял светом луны и солнца и звался Нарсиль.

…но клинок был сломан, свет его затмился, и меч не был перекован.— «Сильмариллион». О Кольцах Власти и Третьей Эпохе

…но в этот миг Андуриль пылающей молнией пал ему на голову. Шлем разлетелся вдребезги и орк упал на пол с разрубленной головой.— «Властелин Колец», гл. «Мост Казад-Дума»

…он откинул плащ и извлёк из ножен Андуриль, внезапно вспыхнувший белым пламенем.— «Властелин Колец», гл. «Всадники Рохана»

Андуриль взлетал и падал, сияя полосой белого пламени. Радостным кличем отозвались люди со стен и из башни: «Андуриль! Андуриль с нами! Меч, который был сломан, светит вновь!»

…Трижды Эомер и Арагорн поднимали в бой усталых воинов. Трижды вспыхивал Андуриль в отчаянной схватке.

…Казалось, грозное сияние Андуриля сдерживало врагов, пока уцелевшие Всадники поднимались к Воротам.— «Властелин Колец», гл. «Хельмова Падь»
Толкин подтверждает, что это свечение было не просто отражением солнечного или лунного света. В одном из писем он описывает Андурил как меч, «светящийся эльфийским светом». В отличие от Жала и Гламдринга, нигде не сказано, что Андурил светился лишь в присутствии орков, нет и указания, что сияние было голубоватым. Скорее всего, он светился красным светом в солнечном свете и белым в лунном, на что указывает его название.

## Этимология названий
Название На́рсил (Narsil) содержит в себе элементы nar и sil — квен. «огонь» и квен. «белый свет», отсылка к Солнцу и Луне. (Anar и Isil).

Название Анду́рил (Andúril) состоит из слов Andu (квен. Запад) и Ril (квен. пламя) и в переводе значит Пламя Запада.

## Создание
Кристофер Толкин предполагает, что Нарсил появился во время написания «Властелина Колец» спонтанно: 

Возможно, что Меч, который был сломан, фактически появился из стиха „В истинном золоте блеска нет“: в ранней версии стиха, слова «король всё же может быть без короны», «лезвие, которое было сломано, ещё может вернуться в бой» были не более, чем иллюстрацией общего смысла (что не всё на самом деле является тем, чем кажется).— «HoME», том 7 (Падение Изенгарда)
После этого ссылки на меч были введены в главы романа «Гарцующий пони» и «Совет Элронда».
Первоначально меч упоминался только как «меч Элендила» или «сломанный меч»; позднее он получил название Брандинг (от древнеанглийского brand — меч), который после стал именоваться «Перекованный меч». Позже появилось название Нарсил, а следом и Андурил.

## Меч Элендила в экранизации «Властелина Колец»
В экранизации Питера Джексона Нарсил в первый раз появляется в «Братстве Кольца», в эпизоде, где Боромир, прогуливаясь по Ривенделлу, видит Сломанный Меч, убеждается в его остроте и непочтительно бросает. Арагорн подбирает обломок и бережно кладёт его обратно.
По сценарию фильма, Нарсил всё время хранился в Ривенделле. Но, согласно первоисточнику, Арагорн всегда носил обломки Нарсила (предположительно, два или три крупных обломка) с собой, как наследие рода.
В фильме Арагорн получает перекованный меч только перед Тропой Мёртвых («Возвращение короля»). Элронд привозит только что откованный Андурил и вручает его Арагорну со словами: «Иди Тропою Мёртвых!».
Киноверсия Андурила (общая длина 134 сантиметра) в целом соответствует боевому мечу. Ажурный эфес Нарсила имел надпись на квэнья «Narsil essenya, macil meletya, telchar carnéron navrotessë», «Нарсил моё имя. Могущественный меч. Телхар выковал меня в Ногроде». После перековки, лезвие меча получило следующую гравировку: «Anar Nányë Andúril i né Narsil i macil Elendilo. Lercuvanten i móli Mordórëo. Isil», которую можно перевести, как «Солнце. Я Андурил, кто раньше именовался Нарсил, меч Элендила. Рабы Мордора бегут от меня. Луна», а также накладки из 24-каратного золота. Надписи выполнены Дэвидом Сало, известным лингвистом, специализирующимся на языках Толкина. Однако это является вымыслом создателей фильма. Неизвестно, какие руны были выгравированы на Андуриле по версии автора экранизируемой книги.
Тот факт, что меч был разбит на много частей, вызвал сомнение у кузнеца, принимавшего участие в создании фильма. Тот отметил, что перековка меча, разбитого на 6 или 7 частей, была бы практически невозможна. В самом фильме указывается, что именно искусство эльфов поможет заново выковать меч королей.
В экранизации меч не имеет свечения. В комментариях режиссёра, приведённых на дополнительной звуковой дорожке к DVD, сказано, что отсутствие свечения связано скорее с оплошностью и упущением при съёмочном процессе, чем с первоначальной задумкой авторов экранизации.
В фильме «Хоббит: Нежданное путешествие» осколки Нарсила обнаруживает Бильбо Бэггинс, прогуливающийся по Ривенделлу.